# Schwantesia loeschiana
Schwantesia loeschiana — сукулентна рослина роду Швантезія (Schwantesia) родини Аїзових (Asphodelaceae).

## Морфологія
- Стебло дуже коротке, на якому розташовані від 4 до 8 низькою зростаючих соковитих листків.
- Листя (1,5-) 3-6 (-8) см довжиною, блідо-сірого до запорошено-зеленого кольору, соковиті, звуженні на кінцях з широкою основою, верхня поверхня листа плоска і майже трикутної форми. Нова пара листків з'являється з середини старої пари листя.
- Квіти 3-5 см шириною жовті, з 43-48 пелюстками, 130—140 тичинками.
- Плоди до 1,2 мм завдовжки.
- Насіння 0,8 мм х 0,45 мм широке.
- Сезон цвітіння — осінь.

Примітка: Schwantesia loeschiana дуже схожа з Schwantesia herrei, але у тої коротше, ширше і міцніше листя.

## Поширення
Ареал — від Намібії (Південний Людериц) до Південно-Африканської Республіки (Намакваленд).

## Екологія
Часто зустрічається серед каменів кварциту.

## Вирощування
Schwantesia loeschiana, як й інші Швантезії легка у догляді. Ці рослини ростуть у районах зимових дощів, і періоду спокою влітку (У Південній півкулі). Потрібно трохи води, в іншому випадку його епідерміс розвивається нерівномірно (в результаті з'являються непривабливі шрами). Регулярний полив з весни до осені. Мінімальний полив ізимку, тільки тоді, коли рослина починає зморщуватись. Необхідний хороший дренаж. Зберігати в прохолодному і затіненому місці взимку, потребує повного сонця або легкої тіні влітку. Витримує короткочасні пониження температури до −2 °C.
Розмноження: насінням або живцями.